# Jean-Alexandre Vaillant
Jean-Alexandre Vaillant (1804-1886) fue un profesor, traductor, activista político e historiador francorrumano.

## Biografía
Habría nacido el 28 de octubre de 1804. Profesor de francés, llegó a Valaquia en 1829, bajo el liderazgo de Kisselef, para organizar el colegio Sf. Sava en Bucarest. En 1831, fue nombrado director de esta institución y la escuela prosperó, pero Ruckman, el cónsul ruso, viendo con malos ojos las ideas liberales del profesor, exigió en 1834 que se retirara a Vaillant la cátedra de letras y la dirección del colegio. Su petición fue aceptada, pero la Asamblea, en señal de simpatía, votó a favor de comprar 500 ejemplares del Dictionarul francezo-roman de Vaillant. Ruckman exigió y obtuvo la no aprobación de la votación.
En la década de 1840, participó en movimientos revolucionarios y se decía que estaba relacionado con un complot en Muntenia para derrocar a Voda Ghica. Vaillant escapó al arresto gracias a la intervención del cónsul francés, pero fue expulsado. Regresó al país en 1862 y realizó un curso gratuito de historia antigua en el antiguo Ateneo. Vaillant, que obtuvo la nacionalidad rumana en 1864, falleció el 18 de marzo de 1886.
Publicó obras como Grammaire valaque à l'usage des français (1836-1840), La Roumanie (3 vol., 1844), Poésies de la langue d'or (1851), Turquie et Russie (1854), Les princes Ghika, hospodars de Moldo-Valachie (1855), Nationalité et patriotisme (1855), L'Empire c'est le paix (1856), Les Rômes: histoire vraie des vrais Bohémiens (1857), Glasul poporului, glasul lui Dumnezeu (1858), Origina agriculturel si desvoltarea el la Romani (1862) y La lanterne magique (1868).